# Gulyás Sándor (labdarúgó)
Gulyás Sándor (Simonfa, 1948. május 04.  – 2013. július 29.) labdarúgó hátvéd.

## Pályafutása
1968 és 1977 között a Csepel labdarúgója volt. Az élvonalban 1968. augusztus 24-én mutatkozott be a Győri Vasas ETO ellen, ahol 1–1-es döntetlen született. 1977 és 1981 között a Kaposvári Rákóczi együttesében szerepelt. 1981–82-es idényben a Diósgyőri VTK játékosa volt. 1982 és 1985 között ismét a Rákóczi játékosa volt. Az élvonalban összesen 266 mérkőzésen szerepelt és 37 gólt szerzett.

## Sikerei, díjai
- Somogy Labdarúgásáért Érdemérem 2007[4]